# سلمان مصالحة
سلمان مصالحة (بالعبرية: סלמאן מצאלחה‏) شاعر، كاتب، باحث ومترجم عربي، من أبناء العرب االفلسطينيين الذين بقوا في الوطن بعد النكبة وحرب عام 1948، وإثر ذلك أصبحوا مواطني دولة إسرائيل.

## سيرة ذاتيّة
سلمان مصالحة من مواليد 4 نوفمبر، 1953. ولد لعائلة من الطائفة الدرزية في قرية المغار العربية الواقعة في الجليل الأسفل، شمال إسرائيل. بعد الانتهاء من دراسته الثانوية انتقل للعيش في مدينة القدس، وهو يعيش في المدينة منذ العام 1972. في أواسط السبعينات سُجن في سجن عسكري لرفضه الخدمة الإجبارية لأسباب ضميرية.
انتسب للجامعة العبرية ودرس في معهد الدراسات الآسيوية والأفريقية التابع للجامعة العبرية في القدس. أنجز شهادة الدكتوراة في الأدب العربي، حيث بحث الشعر العربي القديم وكتب أطروحة دكتوراة بعنوان: المناحي الميثولوجية في الشعر العربي القديم. لقد عمل في تدريس اللغة العربية وآدابها في الجامعة العبرية، كما شارك، مع ألبير أرازي، في تحرير المعجم المفهرس للشعر العربي القديم، وقد صدر عن المعهد مجلد ضخم من هذا المعجم بعنوان: العقد الثمين في دوواين الشعراء الستة الجاهليين.
سلمان مصالحة هو شاعر وكاتب ثنائي اللغة، حيث يكتب الشعر والمقالات والترجمات، وينشر كتاباته وترجماته باللغتين العربية والعبرية. قصائد ومقالات من كتاباته ترجمت ونشرت في أنثولوجيات ومجلات عديدة باللغة الإنكليزية وبلغات أخرى.
نشر سلمان مصالحة سبع مجموعات شعرية باللغة العربية ومجموعة شعرية واحدة باللغة العبرية. بعض قصائده العربية والعبرية تمّ تلحينها وأداؤها من قبل موسيقيين فلسطينيين وإسرائيليين بارزين، بينهم مروان عبادو، كاميليا جبران، ميخا شطريت، يائير دلال وآخرون.
عن مجموعته الشعرية باللغة العبرية داخل المكان (عبرية: אחד מכאן، إنكليزية: In Place) حصل على جائزة رئيس الدولة للشعر العبري.

## مؤلفات

### أبحاث
- فهم المنطوق - مسائل تراثية وأبعاد راهنة، إصدار إلكتروني، مكتبة إيلاف 2010 (نسخة إلكترونية انقر هنا)
- العقد الثمين في دواوين الشعراء الستة الجاهليين، طبعة جديدة ومعجم مفهرس (إنكليزية: Six Early Arab Poets, new edition and concordance)، صنعة: ألبير أرازي وسلمان مصالحة، سلسلة ماكس شلوزينجر التذكارية، معهد الدراسات الآسيوية والأفريقية، أورشليم 1999.
- المناحي الميثولوجية في الشعر العربي القديم (عبريّة: אספקטים מיתולוגיים בשירה הערבית הקדומה، إنكليزية: Mythological Aspects in Ancient Arabic Poetry)، الجامعة العبرية، القدس 1998

### شعر
- عشق مؤجل، منشورات راية، حيفا 2016
- في الثرى، في الحجر، منشورات راية، حيفا 2013
- لغة أمّ، منشورات زمان، القدس 2006
- داخل المكان (عبريّة: אחד מכאן، إنكليزيّة: In Place)، منشورات عام-عوڤيد، تل-أبيب 2004
- خانة فارغة، منشورات زمان، القدس 2002
- ريش البحر، منشورات زمان، القدس 1999
- مقامات شرقية، القدس 1991
- كالعنكبوت بلا خيوط، القدس 1989
- مغناة طائر الخضر، منشورات الكاتب، القدس 1979

### ترجمات
من العبريّة إلى العربيّة
- روني سوميك (إنكليزية: Ronny Somek)، «حليب سباع»، منشورات ابن لقمان، مصر 2010
- حاييم چوري (إنكليزية: Haim Gouri)، «خلخال ينتظر الكاحل، مختارات شعرية مع مقدمة»، مشارف، عدد 30، 2007
- أهارون شبتاي، (إنكليزية: Aharon Shabtai)، «شيزوفرينيا الوطن، مختارات شعرية مع مقدمة»، مشارف، عدد 23، 2004
- آچي مشعول، (إنكليزية: Agi Mishol)، «مختارات شعرية»، مشارف، عدد 17، 2002
- إفرايم سيدون، (إنكليزية: Ifraim Sidon)، أوزو وموزو من كفر كاكاروزو، النّاصرة 2000
- القدس، دراسات في تاريخ المدينة، لمجموعة من الباحثين، منشورات بن-تصفي، القدس 1990

من العربية إلى العبرية
- محمود درويش، ذاكرة للنسيان (عبرية: זכר לשכחה)، مع إيضاحات وخاتمة، منشورات شوكن، تل-أبيب 1989
- سحر خليفة، الصبار (عبرية: הצבר)، منشورات جاليليو، القدس 1978

من الإنكليزية إلى العربية
- برايتن برايتنباخ (Breyten Breytenbach)، «مختارات شعرية»، مشارف، عدد 15، 1997
- فيسوافا شيمبورسكا (Wislawa Szymborska)، «مختارات شعرية»، مشارف، عدد 13، 1997
- شيموس هيني (Seamus Heaney)، «مختارات شعرية»، مشارف، عدد 5، 1995

### تحرير
- قصص التوراة في الرسومات الإسلامية، متحف إسرائيل، القدس 1992